# Esther Bertoletti
Esther Caldas Guimarães Bertoletti (Coaraci, 30 de junho de 1941) é uma documentalista, jornalista e advogada brasileira.
Graduou-se em Jornalismo pela PUC-RJ, em 1964. Um ano depois, formou-se também em Direito, pela UFRJ. É Doutora em Direito na UFRJ. Trabalhou com preservação de arquivos e documentos na Fundação Casa de Rui Barbosa e na Fundação Biblioteca Nacional. Em 1990, foi chamada pelo Ministério da Cultura para coordenar o Projeto Resgate Barão do Rio Branco, no qual promoveu a recuperação de documentos manuscritos sobre o Brasil que se encontravam no exterior.
É Doutora Honoris Causa da UFBA. Recebeu em 1999 a Ordem do Mérito Cultural do Ministério da Cultura.